# Copacabana Palace (film)
Copacabana Palace è un film del 1962 diretto da Steno.
La pellicola, girata in Brasile, è frutto di una coproduzione italo-franco-brasiliana.
Film dalla trama piuttosto esile, vanta comunque nel cast attori celebri come Walter Chiari e Sylva Koscina, nonché la presenza di alcuni famosi musicisti brasiliani di bossa nova come Antônio Carlos Jobim, Luiz Bonfá, João Gilberto e il gruppo Os Cariocas, tutti nel ruolo di loro stessi.

## Riprese
Il film è interamente girato a Rio de Janeiro. Si vedono la spiaggia di Barra da Tijuca, il Corcovado, la Avenida Rio Branco in festa per il carnevale e l'hotel Copacabana Palace.

## Canzoni presenti nel film
- Samba do avião (scritto da Antonio Carlos Jobim; eseguito da Jula De Palma ed i 4 + 4 di Nora Orlandi) , canzone della sigla iniziale del film;
- Canção do mar (scritto da Luiz Bonfá e Maria Helena Toledo; eseguito da Antonio Carlos Jobim, Luiz Bonfá e João Gilberto), canzone di Bonfà che nel film viene cantata in riva al mare a Barra da Tijuca;
- Só danço samba (scritto da Antonio Carlos Jobim e Vinicius de Moraes; eseguito da João Gilberto e Os Cariocas), canzone molto conosciuta che viene cantata nella festa di carnevale;
- Tristeza (scritta da Luiz Bonfá e Maria Helena Toledo; eseguita da Norma Bengell), canzone famosissima di Bossa nova che viene cantata alla fine del carnevale. Non si tratta di Tristeza di (Lobo-Niltihno), che verrà lanciata in Italia da Ornella Vanoni nel 1967. In realtà non si tratta né di un ritmo di samba né di bossa nova, bensì di un ritmo di "Marchinha" ("marcetta" in italiano)
- Oba (scritta da Osvaldo Nunes; eseguita dalla escola de samba Bafo da Onça), una delle famose canzoni di Nunes che viene rappresentata nel film in occasione della breve parata carnevalesca (al 19'30" minuto del film).